# Paul Alo'o
Paul Alo'o (Yaoundé, 12 de novembro de 1983) é um futebolista profissional camaronês que atua como atacante.

## Carreira
Paul Alo'o representou o elenco da Seleção Camaronesa de Futebol no Campeonato Africano das Nações de 2010.